# Copa da Ásia de Futebol Feminino de 2022
A Copa da Ásia de Futebol Feminino de 2022 foi a 20ª edição da Copa da Ásia de Futebol Feminino, o campeonato é realizado quadrienalmente e é organizada pela Confederação Asiática de Futebol (AFC).
A Índia foi recomendada como anfitriã do torneio pelo Comitê de Futebol Feminino da AFC e selecionada como anfitriã em junho de 2020. É a segunda vez que o país sedia a competição, sendo a primeira em 1980. Em 28 de janeiro de 2021, a AFC confirmou que o torneio ocorreria entre 20 de janeiro e 6 de fevereiro de 2022, em vez das datas originalmente programadas do final de outubro e início de novembro.
Pela primeira vez na competição, o torneio final foi ampliado de oito equipes para doze. Serviu como torneio classificação para a Copa do Mundo de Futebol Feminino de 2023 na Austrália e na Nova Zelândia, no qual a Austrália já se classificou automaticamente como co-anfitriã. Cinco equipes se classificaram diretamente para a Copa do Mundo através da fase eliminatória, e mais duas equipes avançaram para a repescagem intercontinental.
O Japão defendia o título, tendo vencido o último torneio realizado em 2018. Na final, a China conquistou seu nono título ao vencer a Coreia do Sul por 3 a 2.

## Candidatura
As três associações de futebol a seguir manifestaram seu interesse em sediar o torneio até o prazo de 31 de maio de 2019.
- Índia
- Taipé Chinesa
- Uzbequistão

A Índia já havia sediado o Campeonato Feminino da AFC de 1980, originalmente programado para 1979, e Taipei Chinesa havia sediado as edições de 1977 e 2001 do torneio.
A Índia foi recomendada como anfitriã da edição de 2022 pelo Comitê de Futebol Feminino da AFC em 19 de fevereiro de 2020. Em 5 de junho de 2020, a Índia foi anunciado oficialmente sede do torneio.

## Impacto pela pandemia de COVID-19
A Copa Asiática Feminina de 2022 foi realizada em meio à pandemia de COVID-19 que afetou a organização do torneio. Como resposta, o torneio foi realizado sob o formato de bolha. Todas as equipes participantes receberam isenção de quarentena institucional quando os estrangeiros normalmente são obrigados a se submeter a quarentena domiciliar por sete dias a partir de 11 de janeiro de 2022. Os membros da equipe participante devem ser submetidos ao teste inicial para COVID-19 na chegada. Eles são obrigados a ficar em seus hotéis enquanto aguardam os resultados dos testes. Após resultados negativos dos testes, a circulação de jogadores e oficiais deve ser restrita ao hotel, aos locais de treinamento e jogos.
Várias equipes relataram casos positivos de COVID-19 durante a duração do torneio, como China, Coreia do Sul, Filipinas, Índia, Japão, Mianmar e Vietnã. A anfitriã Índia foi a mais afetada, com até doze de suas jogadoras testando positivo para COVID-19, o que as impediu de indicar treze jogadores necessárias para a partida contra Taipé Chinês. Então, a Índia foi forçada a se retirar do torneio devido aos regulamentos do campeonato.

## Qualificação
O país anfitrião Índia e as três melhores equipes do torneio anterior em 2018 se classificaram automaticamente, enquanto as outras oito equipes foram decididas por partidas de qualificação disputadas entre setembro e outubro de 2021.

### Seleções qualificadas
As seguintes equipes se classificaram para o torneio final.
| País          | Método de qualificação              | Data de qualificação   | Participações |
| ------------- | ----------------------------------- | ---------------------- | ------------- |
| Índia         | Anfitriã                            | 5 de junho de 2020     | 9             |
| Japão         | Campeã da edição de 2018            | 28 de janeiro de 2021  | 17            |
| Austrália     | Vice-campeã da edição de 2018       | 28 de janeiro de 2021  | 6             |
| China         | Terceira colocada da edição de 2018 | 28 de janeiro de 2021  | 15            |
| Coreia do Sul | Vencedor do Grupo E                 | 23 de setembro de 2021 | 13            |
| Filipinas     | Vencedor do Grupo F                 | 24 de setembro de 2021 | 10            |
| Irã           | Vencedor do Grupo G                 | 25 de setembro de 2021 | Estreante     |
| Tailândia     | Vencedor do Grupo H                 | 25 de setembro de 2021 | 17            |
| Indonésia     | Vencedor do Grupo C                 | 27 de setembro de 2021 | 5             |
| Vietnã        | Vencedor do Grupo B                 | 29 de setembro de 2021 | 9             |
| Taipé Chinês  | Vencedor do Grupo A                 | 24 de outubro de 2021  | 14            |
| Myanmar       | Vencedor do Grupo D                 | 24 de outubro de 2021  | 5             |

## Sedes
| Bombaim Nova Bombaim Pune | Bombaim               | Nova Bombaim       | Pune                                  |
| ------------------------- | --------------------- | ------------------ | ------------------------------------- |
| Bombaim Nova Bombaim Pune | Mumbai Football Arena | Estádio DY Patil   | Shree Shiv Chhatrapati Sports Complex |
| Bombaim Nova Bombaim Pune | Capacidade: 18 000    | Capacidade: 55 000 | Capacidade: 11 900                    |
| Bombaim Nova Bombaim Pune |                       |                    |                                       |

## Sorteio
O sorteio foi realizado em 28 de outubro de 2021, 15:00 MYT (UTC+8), na sede da AFC em Kuala Lumpur, na Malásia. As doze equipes foram sorteadas em três grupos de quatro equipes. As cabeças de chave foram baseadas em seu desempenho na fase final da Copa da Ásia Feminina de 2018 e na qualificação, com a anfitriã Índia automaticamente classificada e atribuída à posição A1 no sorteio.
| Pote 1                | Pote 2                        | Pote 3                        | Pote 4                |
| --------------------- | ----------------------------- | ----------------------------- | --------------------- |
| Índia Japão Austrália | China Tailândia Coreia do Sul | Filipinas Vietnã Taipé Chinês | Myanmar Irã Indonésia |

## Fase de grupos
As duas melhores equipes de cada grupo e as duas melhores terceiras colocadas se classificam para as quartas de final.
Critérios de desempate
Na fase de grupos, as equipes são classificadas por pontos (3 pontos por vitória, 1 ponto por empate, 0 pontos por derrota) e, em caso de empate em pontos, são aplicados os seguintes critérios de desempate, na ordem dada, para determinar as classificações (artigo 7.3 do regulamento);
1. Pontos em confrontos diretos entre equipes empatadas;
2. Diferença de gols em confrontos diretos entre equipes empatadas;
3. Gols marcados em confrontos diretos entre equipes empatadas;
4. Se mais de duas equipes estiverem empatadas, e após aplicar todos os critérios de confronto direto acima, um subconjunto de equipes ainda estiver empatado, todos os critérios de confronto direto acima serão reaplicados exclusivamente a esse subconjunto de equipes;
5. Saldo de gols em todos os jogos do grupo;
6. Gols marcados em todos os jogos do grupo;
7. Pênaltis se apenas duas equipes tiverem o mesmo número de pontos, e se enfrentarem na última rodada do grupo e estiverem empatadas após aplicar todos os critérios acima (não usado se mais de duas equipes tiverem o mesmo número de pontos, ou se suas classificações não são relevantes para a classificação para a próxima etapa);
8. Disciplinares (cartão vermelho = 3 pontos, cartão amarelo = 1 ponto, expulsão por dois cartões amarelos em uma partida = 3 pontos);
9. Sorteio

Todos os horários são locais, IST (UTC+5:30).
|  | Equipes classificadas              |
|  | Equipes classificadas (2 melhores) |
|  | Equipes eliminadas                 |

### Grupo A
Rodada 1
| 20 de janeiro | China                                                        | 4 – 0     | Taipé Chinês | Mumbai Football Arena, Bombaim |
| 15:30         | Wang Shuang 3' (pen), 69' · Wang Shanshan 9' · Zhang Xin 53' | Relatório |              | Árbitro: Abirami Naidu         |

| 20 de janeiro | Índia | Anulado (0 – 0) | Irã | Estádio DY Patil, Nova Bombaim |
| 19:30         |       | Relatório       |     | Árbitro: Lara Lee              |

Rodada 2
| 23 de janeiro | Irã | 0 – 7     | China                                                                                                 | Mumbai Football Arena, Bombaim |
| 15:30         |     | Relatório | Wang Shuang 28', 49' (pen) · Xiao Yuyi 43' · Wang Shanshan 55', 59' · Tang Jiali 77' · Adeli 82' (gc) | Árbitro: Pansa Chaisanit       |

| 23 de janeiro | Taipé Chinês | Cancelado | Índia | Estádio DY Patil, Nova Bombaim |
| 19:30         |              | Relatório |       | Árbitro: Oh Hyeon-jeong        |

Rodada 3
| 26 de janeiro | Índia | Cancelado | China | Mumbai Football Arena, Bombaim |
| 19:30         |       | Relatório |       |                                |

| 26 de janeiro | Taipé Chinês                                                              | 5 – 0     | Irã | Estádio DY Patil, Nova Bombaim |
| 19:30         | Lai Li-chin 4', 31', 65' (pen) · Chen Yen-ping 40' · Wang Hsiang-huei 78' | Relatório |     | Árbitro: Asaka Koizumi         |

### Grupo B
Rodada 1
| 21 de janeiro | Austrália | 18 – 0    | Indonésia | Mumbai Football Arena, Bombaim |
| 15:30         | Kerr 9', 11', 26' (pen), 36', 54' · Foord 14' · Fowler 17' · Raso 24', 88' · Carpenter 34', 49' · van Egmond 39' (pen), 57', 69' · Yallop 59' · Simon 67', 71' · Luik 78' | Relatório |           | Árbitro: Mahsa Ghorbani        |

| 21 de janeiro | Tailândia | 0 – 1     | Filipinas       | Estádio DY Patil, Nova Bombaim |
| 17:30         |           | Relatório | C. McDaniel 81' | Árbitro: Công Thị Dung         |

Rodada 2
| 24 de janeiro | Filipinas | 0 – 4     | Austrália                                                | Mumbai Football Arena, Bombaim |
| 15:30         |           | Relatório | Kerr 51' · Randle 53' (gc) · van Egmond 67' · Fowler 87' | Árbitro: Wang Chieh            |

| 24 de janeiro | Indonésia | 0 – 4     | Tailândia                              | Estádio DY Patil, Nova Bombaim |
| 17:30         |           | Relatório | Kanyanat 27', 36', 71' · Irravadee 76' | Árbitro: Yoshimi Yamashita     |

Rodada 3
| 27 de janeiro | Austrália                 | 2 – 1     | Tailândia     | Mumbai Football Arena, Bombaim |
| 19:30         | van Egmond 39' · Kerr 80' | Relatório | Nipawan 90+3' | Árbitro: Thein Thein Aye       |

| 27 de janeiro | Filipinas                                                                 | 6 – 0     | Indonésia | Shree Shiv Chhatrapati Sports Complex, Pune |
| 19:30         | Guillou 6' · Bolden 27' · Annis 56', 82' · Miclat 74' (pen) · Cesar 90+4' | Relatório |           | Árbitro: Kim Yu-jeong                       |

### Grupo C
Rodada 1
| 21 de janeiro | Japão                                                       | 5 – 0     | Myanmar | Shree Shiv Chhatrapati Sports Complex, Pune |
| 13:30         | Ueki 22' · Hasegawa 47', 90+2' · Naomoto 52' · Narumiya 70' | Relatório |         | Árbitro: Veronika Bernatskaia               |

| 21 de janeiro | Coreia do Sul                                          | 3 – 0     | Vietnã | Shree Shiv Chhatrapati Sports Complex, Pune |
| 19:30         | Ji So-yun 4', 81' (pen) · Trần Thị Phương Thảo 7' (gc) | Relatório |        | Árbitro: Qin Liang                          |

Rodada 2
| 24 de janeiro | Myanmar | 0 – 2     | Coreia do Sul                    | Shree Shiv Chhatrapati Sports Complex, Pune |
| 13:30         |         | Relatório | Lee Geum-min 50' · Ji So-yun 84' | Árbitro: Casey Reibelt                      |

| 24 de janeiro | Vietnã | 0 – 3     | Japão                           | Shree Shiv Chhatrapati Sports Complex, Pune |
| 19:30         |        | Relatório | Narumiya 38', 58' · Kumagai 50' | Árbitro: Lara Lee                           |

Rodada 3
| 27 de janeiro | Japão   | 1 – 1     | Coreia do Sul   | Shree Shiv Chhatrapati Sports Complex, Pune |
| 13:30         | Ueki 1' | Relatório | Seo Ji-youn 85' | Árbitro: Edita Mirabidova                   |

| 27 de janeiro | Vietnã                                            | 2 – 2     | Myanmar                                         | Estádio DY Patil, Nova Bombaim |
| 13:30         | Nguyễn Thị Tuyết Dung 45+2' · Huỳnh Như 64' (pen) | Relatório | Win Theingi Tun 28' (pen) · Khin Marlar Tun 49' | Árbitro: Ranjita Devi Tekcham  |

### Índice técnico de terceiros colocados
As duas melhores equipes se classificaram para as quartas de final. Os resultados contra as equipes que ficaram em quarto lugar de cada grupo não foram contabilizados na determinação do índice técnico das equipes do terceiro lugar.

## Fase final

### Esquema
Os perdedores das partidas das quartas de final entraram nos play-offs de qualificação, cujo formato dependia dos resultados da Austrália no torneio.
|  | Quartas de Final             | Quartas de Final      |                               |       | Semifinais | Semifinais |  |  | Final | Final |
|  |                              |                       |                               |       |            |            |  |  |       |       |
|  | 30 de janeiro – Nova Bombaim |                       |                               |       |            |            |  |  |       |       |
|  |                              |                       |                               |       |            |            |  |  |       |       |
|  | China                        | 3                     |                               |       |            |            |  |  |       |       |
|  | China                        | 3                     | 3 de fevereiro – Pune         |       |            |            |  |  |       |       |
|  | Vietnã                       | 1                     |                               |       |            |            |  |  |       |       |
|  | Vietnã                       | 1                     | China (pen)                   | 2 (4) |            |            |  |  |       |       |
|  | 30 de janeiro – Nova Bombaim |                       | China (pen)                   | 2 (4) |            |            |  |  |       |       |
|  |                              | Japão                 | 2 (3)                         |       |            |            |  |  |       |       |
|  | Japão                        | Japão                 | 2 (3)                         | 7     |            |            |  |  |       |       |
|  | Japão                        |                       | 6 de fevereiro – Nova Bombaim | 7     |            |            |  |  |       |       |
|  | Tailândia                    | 0                     |                               |       |            |            |  |  |       |       |
|  | Tailândia                    | 0                     | China                         | 3     |            |            |  |  |       |       |
|  | 30 de janeiro – Pune         |                       | China                         | 3     |            |            |  |  |       |       |
|  |                              | Coreia do Sul         | 2                             |       |            |            |  |  |       |       |
|  | Austrália                    | Coreia do Sul         | 2                             | 0     |            |            |  |  |       |       |
|  | Austrália                    | 3 de fevereiro – Pune |                               | 0     |            |            |  |  |       |       |
|  | Coreia do Sul                | 1                     |                               |       |            |            |  |  |       |       |
|  | Coreia do Sul                | 1                     | Coreia do Sul                 | 2     |            |            |  |  |       |       |
|  | 30 de janeiro – Pune         |                       | Coreia do Sul                 | 2     |            |            |  |  |       |       |
|  |                              | Filipinas             | 0                             |       |            |            |  |  |       |       |
|  | Taipé Chinês                 | Filipinas             | 0                             | 1 (3) |            |            |  |  |       |       |
|  | Taipé Chinês                 |                       |                               | 1 (3) |            |            |  |  |       |       |
|  | Filipinas (pen)              | 1 (4)                 |                               |       |            |            |  |  |       |       |
|  | Filipinas (pen)              | 1 (4)                 |                               |       |            |            |  |  |       |       |

### Quartas de final
| 30 de janeiro | Austrália | 0 – 1     | Coreia do Sul | Shree Shiv Chhatrapati Sports Complex, Pune |
| 13:30         |           | Relatório | Ji So-yun 87' | Árbitro: Qin Liang                          |

| 30 de janeiro | Japão                                                                       | 7 – 0     | Tailândia | Estádio DY Patil, Nova Bombaim |
| 13:30         | Sugasawa 27', 65' (pen.), 80', 83' · Miyazawa 45+2' · Sumida 48' · Ueki 75' | Relatório |           | Árbitro: Casey Reibelt         |

| 30 de janeiro | China                                                | 3 – 1     | Vietnã                    | Estádio DY Patil, Nova Bombaim |
| 17:30         | Wang Shuang 25' · Wang Shanshan 52' · Tang Jiali 53' | Relatório | Nguyễn Thị Tuyết Dung 11' | Árbitro: Oh Hyeon-jeong        |

| 30 de janeiro | Taipé Chinês     | 1 – 1     | Filipinas   | Shree Shiv Chhatrapati Sports Complex, Pune |
| 19:30         | Zhuo Li-ping 82' | Relatório | Quezada 49' | Árbitro: Thein Thein Aye                    |

|                                                                             |       | Penalidades                                       |  |
| Ting Chi Wang Hsiang-huei Chen Ying-hui Hsu Yi-yun Su Hsin-yun Zhuo Li-ping | 3 − 4 | S. Castañeda Annis Miclat Long O. McDaniel Bolden |  |

### Semifinais
| 3 de fevereiro | Coreia do Sul                     | 2 – 0     | Filipinas | Shree Shiv Chhatrapati Sports Complex, Pune |
| 13:30          | Cho So-hyun 4' · Son Hwa-yeon 34' | Relatório |           | Árbitro: Pansa Chaisanit                    |

| 3 de fevereiro | China                                | 2 – 2     | Japão          | Shree Shiv Chhatrapati Sports Complex, Pune |
| 19:30          | Wu Chengshu 46' · Wang Shanshan 119' | Relatório | Ueki 26', 103' | Árbitro: Lara Lee                           |

|                                                      |       | Penalidades                            |  |
| Zhang Xin Zhang Rui Yang Lina Gao Chen Wang Shanshan | 4 − 3 | Kumagai Hasegawa Shimizu Nagano Minami |  |

### Final
| 6 de fevereiro | China                                                     | 3 – 2     | Coreia do Sul | Estádio DY Patil, Nova Bombaim |
| 16:30          | Tang Jiali 68' (pen) · Zhang Linyan 72' · Xiao Yuyi 90+3' | Relatório |               | Árbitro: Casey Reibelt         |

### Play-offs de qualificação
O formato do play-off dependeu do desempenho da Austrália, que se classificou automaticamente para a Copa do Mundo como anfitriã. Como a Austrália foi eliminada nas quartas de final, o formato dos play-offs é para os três perdedores restantes das quartas de final jogarem um play-off de turno único. A melhor equipe após três rodadas se classificou diretamente para a Copa do Mundo, e as duas equipes restantes entrarão na repescagem intercontinental.
|  | Equipe classificada para Copa do Mundo de Futebol Feminino de 2023 |
|  | Equipes classificadas para a Repescagem Intercontinental           |

Rodada 1
| 2 de fevereiro | Tailândia | 0 – 2     | Vietnã                            | Estádio DY Patil, Nova Bombaim |
| 13:30          |           | Relatório | Huỳnh Như 19' · Thái Thị Thảo 24' | Árbitro: Edita Mirabidova      |

Rodada 2
| 4 de fevereiro | Taipé Chinês                               | 3 – 0     | Tailândia | Estádio DY Patil, Nova Bombaim |
| 13:30          | Su Yu-hsuan 44', 84' · Chen Ying-hui 90+3' | Relatório |           | Árbitro: Kim Yu-jeong          |

Rodada 3
| 6 de fevereiro | Vietnã                                        | 2 – 1     | Taipé Chinês    | Estádio DY Patil, Nova Bombaim |
| 13:30          | Chương Thị Kiều 7' · Nguyễn Thị Bích Thùy 56' | Relatório | Su Yu-hsuan 50' | Árbitro: Yoshimi Yamashita     |

## Equipes classificadas para a Copa do Mundo de Futebol Feminino
Cinco seleções se classificaram para a Copa do Mundo de Futebol Feminino de 2023 e representarão a AFC no campeonato, além da co-anfitriã Austrália, que se classificou automaticamente, enquanto outras duas equipes avançaram para a repescagem intercontinental. A vaga para a Austrália foi retirada diretamente da cota atribuída à AFC.
| Seleçã        | Data de qualificação   | Aparições anteriores na Copa do Mundo de Futebol Feminino |
| ------------- | ---------------------- | --------------------------------------------------------- |
| Austrália     | 25 de junho de 2020    | 7 (1995, 1999, 2003, 2007, 2011, 2015 e 2019)             |
| Japão         | 30 de janeiro de 2022  | 8 (1991, 1995, 1999, 2003, 2007, 2011, 2015 e 2019)       |
| Coreia do Sul | 30 de janeiro de 2022  | 3 (2003, 2015 e 2019)                                     |
| China         | 30 de janeiro de 2022  | 7 (1991, 1995, 1999, 2003, 2007, 2015 e 2019)             |
| Filipinas     | 30 de janeiro de 2022  | Estreante                                                 |
| Vietnã        | 6 de fevereiro de 2022 | Estreante                                                 |

Em negrito estão as edições em que a seleção foi campeã em em itálico estão as edições em que a seleção foi anfitriã.